# Jhusi
Jhusi (hindi झूसी) – miasto w północnych Indiach w stanie Uttar Pradesh, na Nizinie Hindustańskiej.
Populacja miasta w 2001 roku wynosiła 13633 mieszkańców.